# Пагода Дацинь
Пагода Дацінь (китайська: 大秦塔) в районі Чжоучжі ( кит.: 周至县 ) китайської провінції Шеньсі, що поблизу міста Сіань є найдавнішою християнською церквою на Далекому Сході. Храм був побудований християнами-несторіанцями, що були представниками ассирійської церкви (близько 640 року). Спочатку він був частиною монастиря
У VIII столітті пагоду називали «Дацин» — так стародавні китайці називали Римську імперію та Візантію. Під час гонінь на християн у Китаї (близько 845 р. ) храм запустів. У   XIV на будівлю звернули увагу буддійські ченці, які покинули її після землетрусу 1556 року, що засипав підземні ходи і завдав будівлі великих збитків. У 1998 році було визнано китайським урядом, що  пагода є одним з небагатьох збережених пам'яток несторіанського християнства в Китаї і взяв її під охорону, надавши їй статус національного надбання Китаю.
На стінах пам'ятника ще досі можна розледіти зображення Різдва Христового та Йони під мурами Ніневії . Також збереглися й окремі написи сирійською мовою. Зараз збереженню пагод загрожують не стільки землетруси, скільки періодичні повені. У 1999 році  було проведено косметичну реставрацію; під час нових робіт передбачається розчищення підземних залів, що закопані в XVI ст.
Поряд з пагодою на черепасі встановлено копію так званої «несторіанської стели», що була побудована в 781 році представниками тієї ж Ассирійської церкви. Оригінал стели знаходиться в музеї «Ліс стел». У трьох кілометрах на схід від пагоди знаходиться знаменитий храмовий комплекс Лаугуантай.
1. ↑  国家文物局全国文物地理信息平台
2. ↑  中华人民共和国国务院 http://www.gov.cn/zhengce/content/2008-03/28/content_5910.htm — 2006.